# Fjällarnika
Fjällarnika (Arnica angustifolia) är art i familjen korgblommiga växter. Det en liten växt med gula blommor som växer i fjällen. Den är släkt med slåttergubbe. 